# Scutellaria litwinowii
Scutellaria litwinowii là một loài thực vật có hoa trong họ Hoa môi. Loài này được Bornm. & Sint. miêu tả khoa học đầu tiên năm 1914.